# Marc Ferrez (Fotograf)

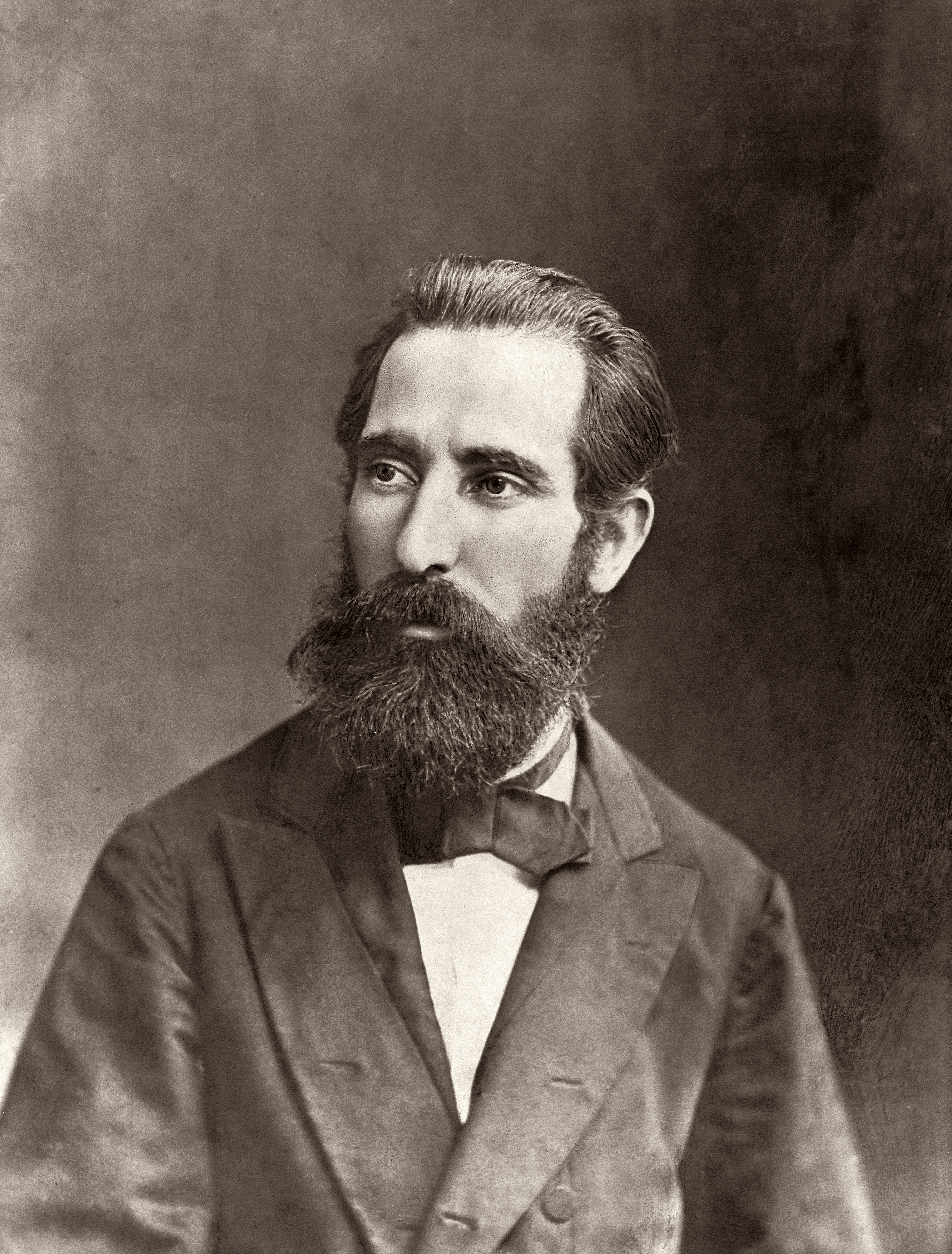
Marc Ferrez, 1876

Marc Ferrez (* 7. Dezember 1843 in Rio de Janeiro; † 12. Januar 1923 ebenda) war ein brasilianischer Fotograf. Durch sein umfangreiches dokumentarisches Werk über die Stadtentwicklung Rio de Janeiros sowie der Menschen und Landschaften seiner Heimat gilt er als der bedeutendste brasilianische Fotograf seiner Zeit.

## Leben
Marc Ferrez wurde als jüngstes von sechs Kindern des französisch-brasilianischen Bildhauers und Lehrers an der Kaiserlichen Akademie der Schönen Künste, Zéphyrin Ferrez (1797–1851), und dessen Ehefrau Alexandrine Caroline Chevalier in Rio de Janeiro geboren. Sein Onkel war der Bildhauer Marc Ferrez (1788–1850). Sowohl sein Vater als auch sein Onkel arbeiteten für den kaiserlichen Hof Peters I. und Peters II.
Als Ferrez durch den frühen Tod seiner Eltern mit sieben Jahren zum Vollwaisen geworden war, wurde er zur Schule und Ausbildung zum Bildhauer Alphée Dubois (1831–1905) nach Frankreich geschickt. Von dort kam er als 20-Jähriger zurück. Vermutlich begann er dann in der lithografischen und fotografischen Anstalt von George Leuzinger in Rio de Janeiro eine Berufsausbildung als Fotograf.
Bereits mit 21 Jahren machte er sich mit der Firma Marc Ferrez & Cia. selbständig. Wiewohl sein Hauptgeschäft darin bestand, Porträts zu fertigen, interessierte er sich besonders für die Landschafts- und Architekturfotografie. Als 1873 ein Brand die Ausstattung seines Geschäfts zerstört hatte, reiste er nach Europa, um sich neue Geräte zu beschaffen. 1875 trat er der von dem Naturforscher Charles Frederic Hartt geleiteten Comissão Geológica do Império bei. Auf einer Exkursion in den Süden Bahias war Ferrez der erste Fotograf, der Botokuden dokumentierte.
Marc Ferrez nahm an mehreren nationalen und internationalen Ausstellungen teil. Goldmedaillen erhielt er auf der Centennial Exhibition Philadelphia (1876) und der Weltausstellung Paris (1878). 1880 wurde ihm der Titel „Fotograf der Kaiserlichen Marine“ verliehen. Im Alter von 41 Jahren erhob ihn Kaiser Peter II. zum Ritter des Rosenordens.
Neben seiner Tätigkeit als Fotograf war er Händler für Fotoausrüstung und -material und unterhielt die Geschäftsniederlassung „Casa Marc Ferrez & Filhos“. Ab 1905 widmete er sich zusammen mit seinen Söhnen Julio und Luciano Ferrez dem Kinogeschäft und wurde Eigentümer des „Cinema Pathé“ und Verleiher von Filmen und Kinogeräten. In den Jahren 1915 bis 1920 lebte er in Paris. Von dort kam er erkrankt nach Rio de Janeiro zurück.

## Werk
Ferrez’ Werk, das als Satz von mehr als 4000 Original-Glasnegativen vom Instituto Moreira Salles verwahrt und verwaltet wird, hat einen ausgesprochen dokumentarischen Charakter. Ferrez zeichnete den Bau der wichtigsten brasilianischen Eisenbahnen auf und porträtierte Aktivitäten auf Kaffee- und Zuckerrohrfarmen sowie in Goldminen in Minas Gerais. Mit großer Leidenschaft fotografierte er das Stadt- und Landschaftsbild sowie die Modernisierung der Infrastruktur Rio de Janeiros, oft im Auftrag von Unternehmen. Sein letztes großes Werk war die Dokumentation des Baus der Avenida Central, bei der er die Fassaden der Gebäude aufnahm, um einen Vergleich zwischen den Projekten und den durchgeführten Arbeiten anzustellen. Als Porträtist interessierte er sich für die verschiedenen sozialen Gruppen, von der Prinzessin Isabel und Persönlichkeiten der brasilianischen Aristokratie bis zu Indianern, Sklaven oder befreiten Sklaven. Ferrez schuf Bildnisse im Cartes-des-Visite-Format wie auch in Form arrangierter Genreszenen, wobei Indianer in Originalkleidung und Afrobrasilianer als Straßenverkäufer in seinem Atelier posierten. Auf seinen Expeditionen schuf er Milieustudien mit Menschen bei ihrer typischen Arbeit.

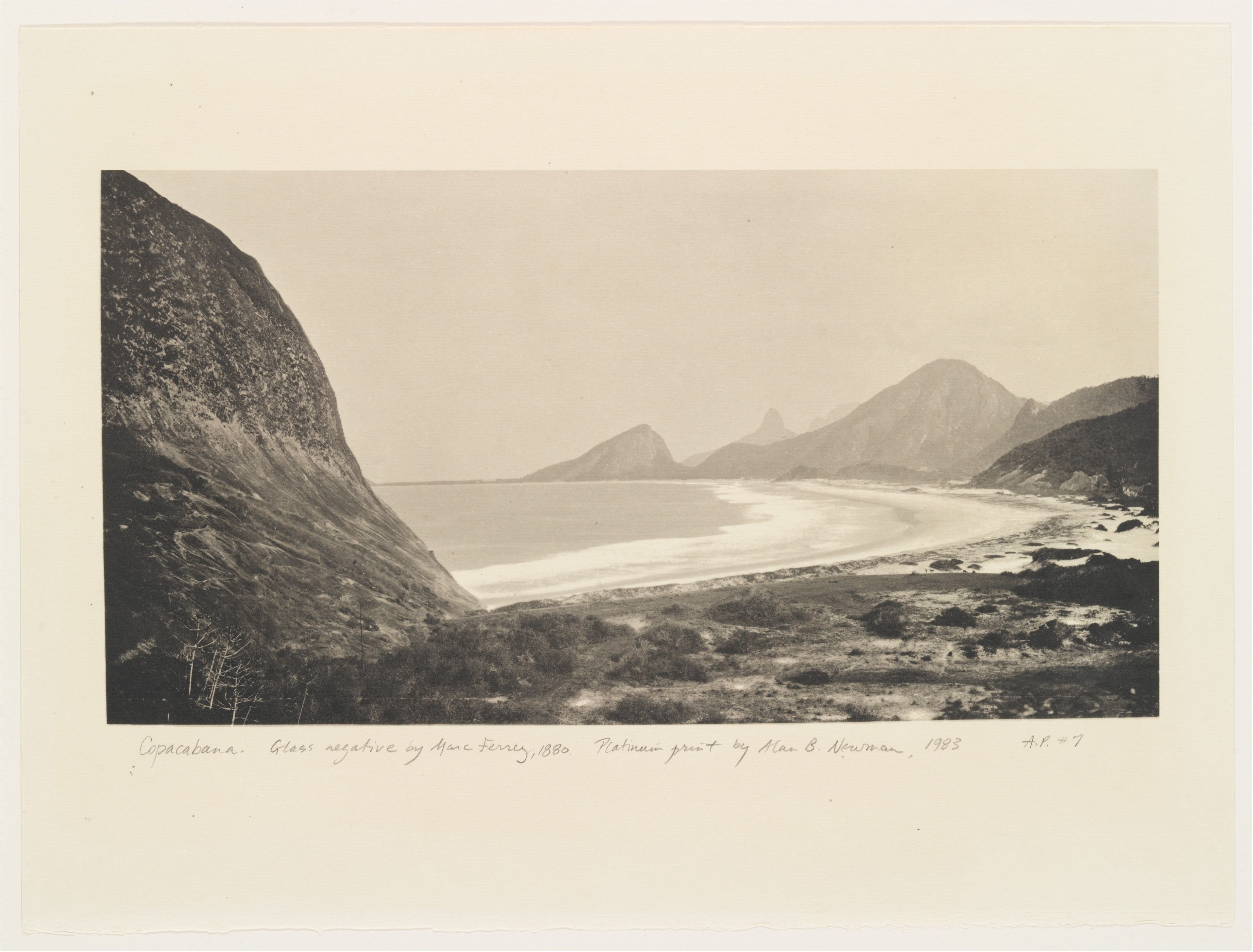
Küste von Leme und Copacabana, 1880
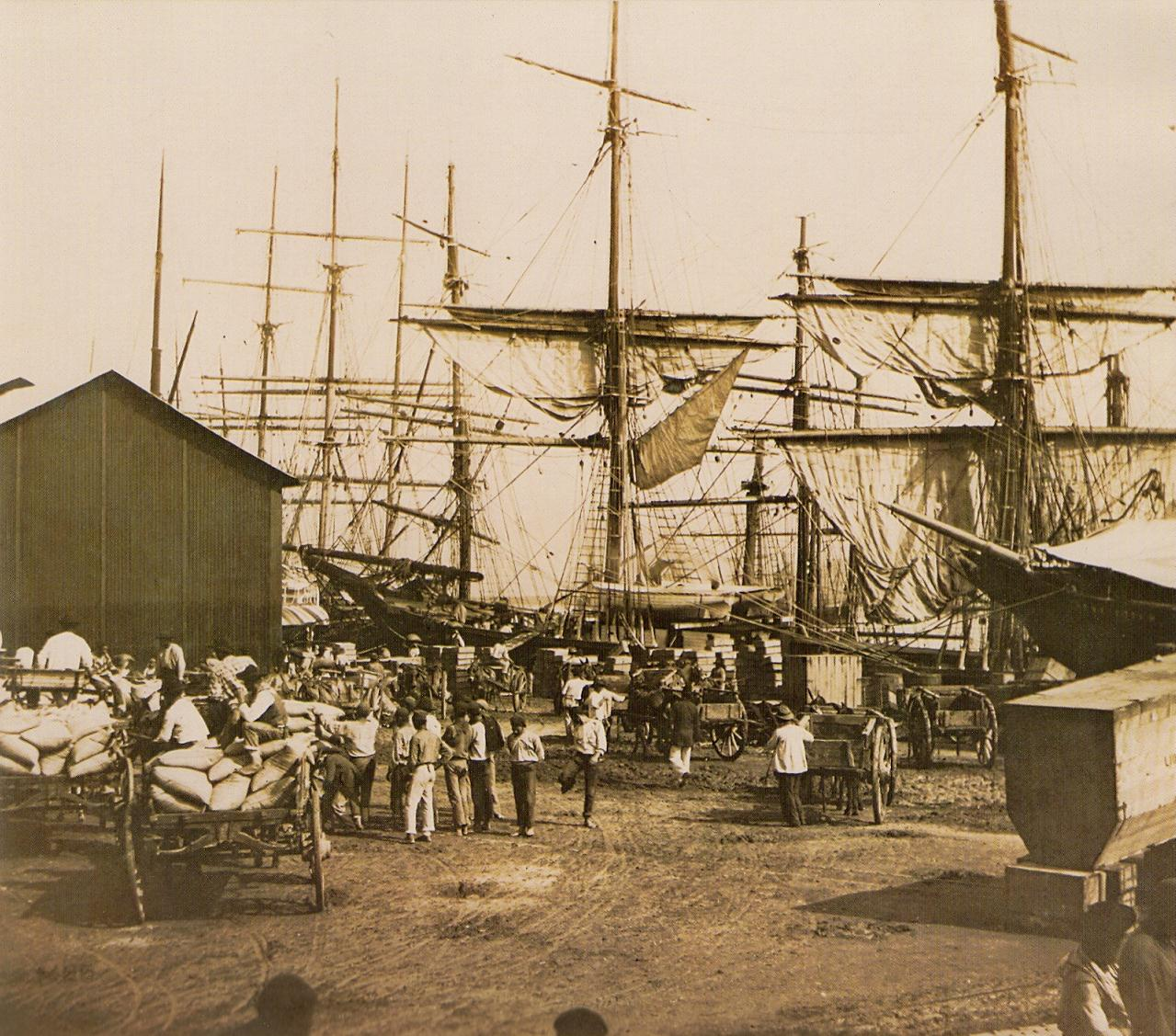
Kaffeeverladung im Hafen von Santos, 1880
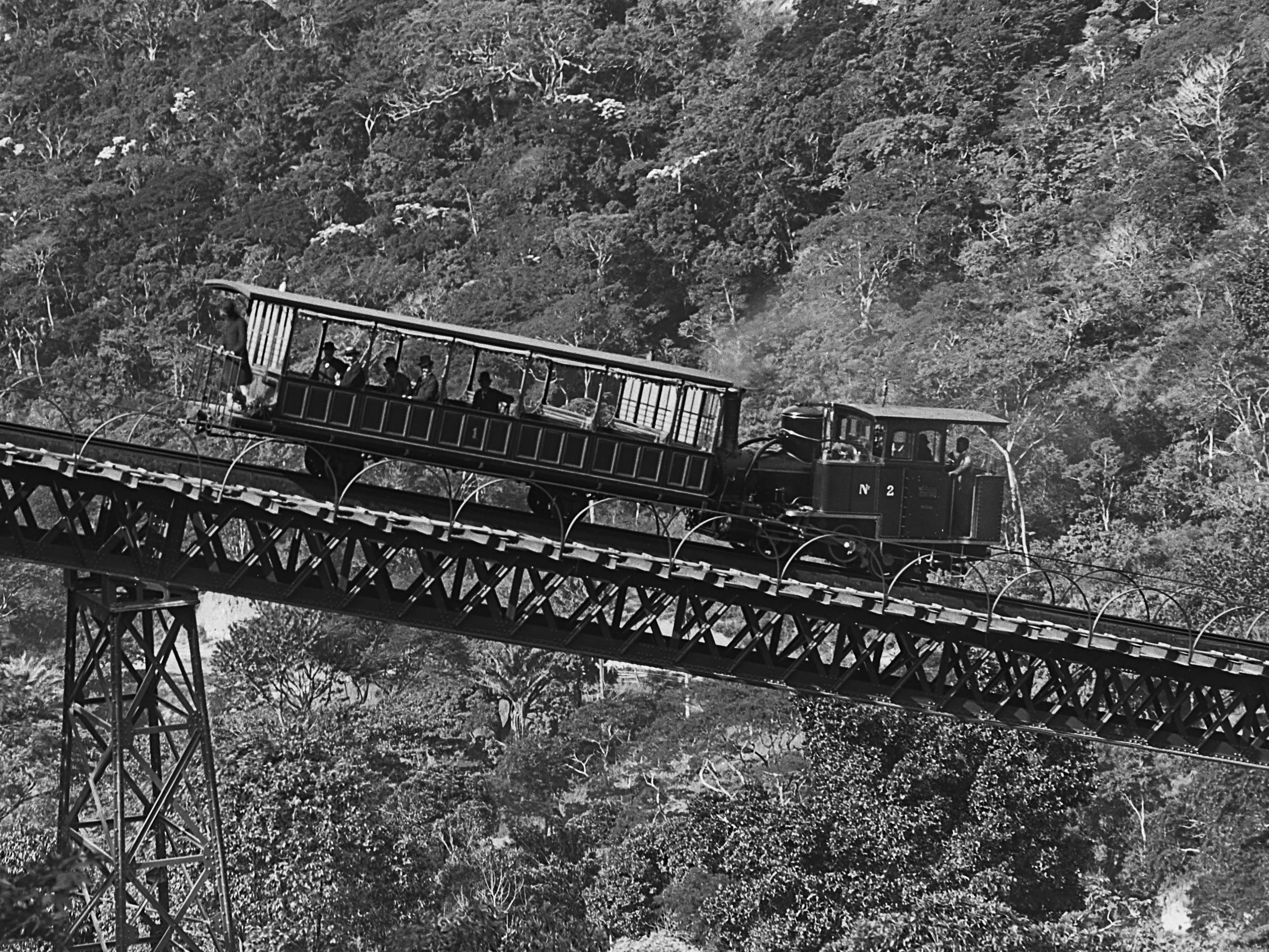
Corcovado-Bergbahn, um 1883
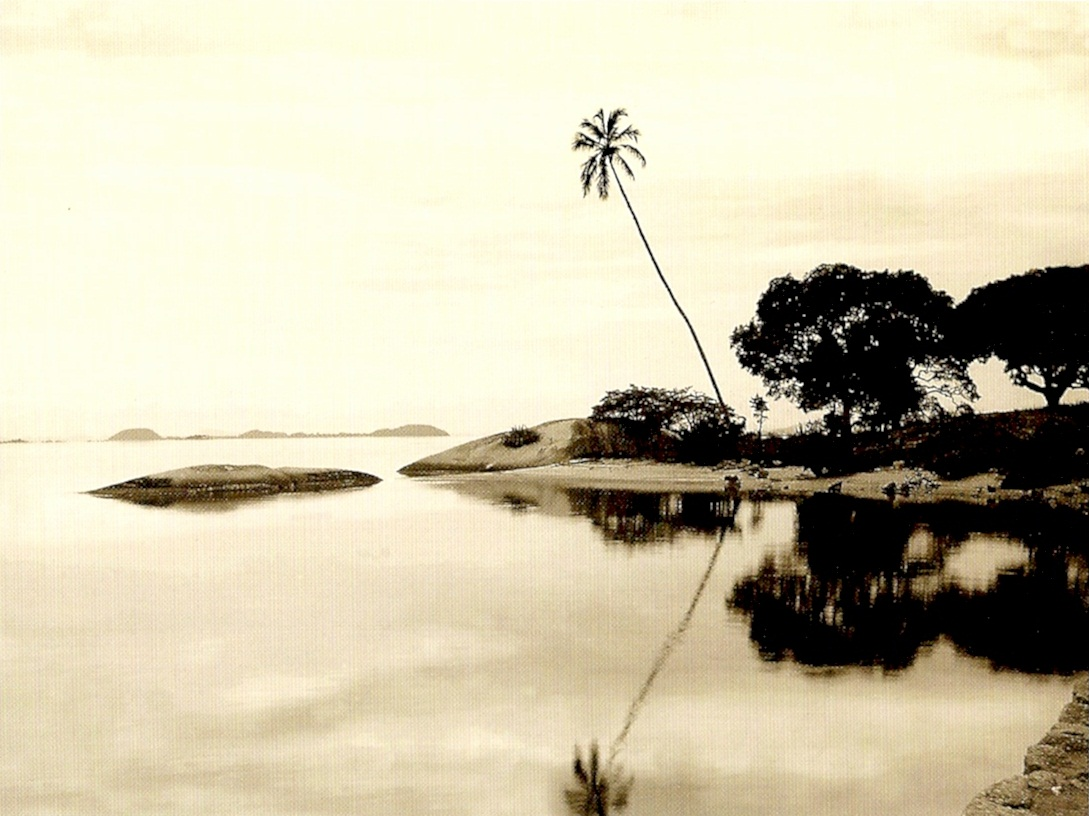
Ilha de paqueta, 1885
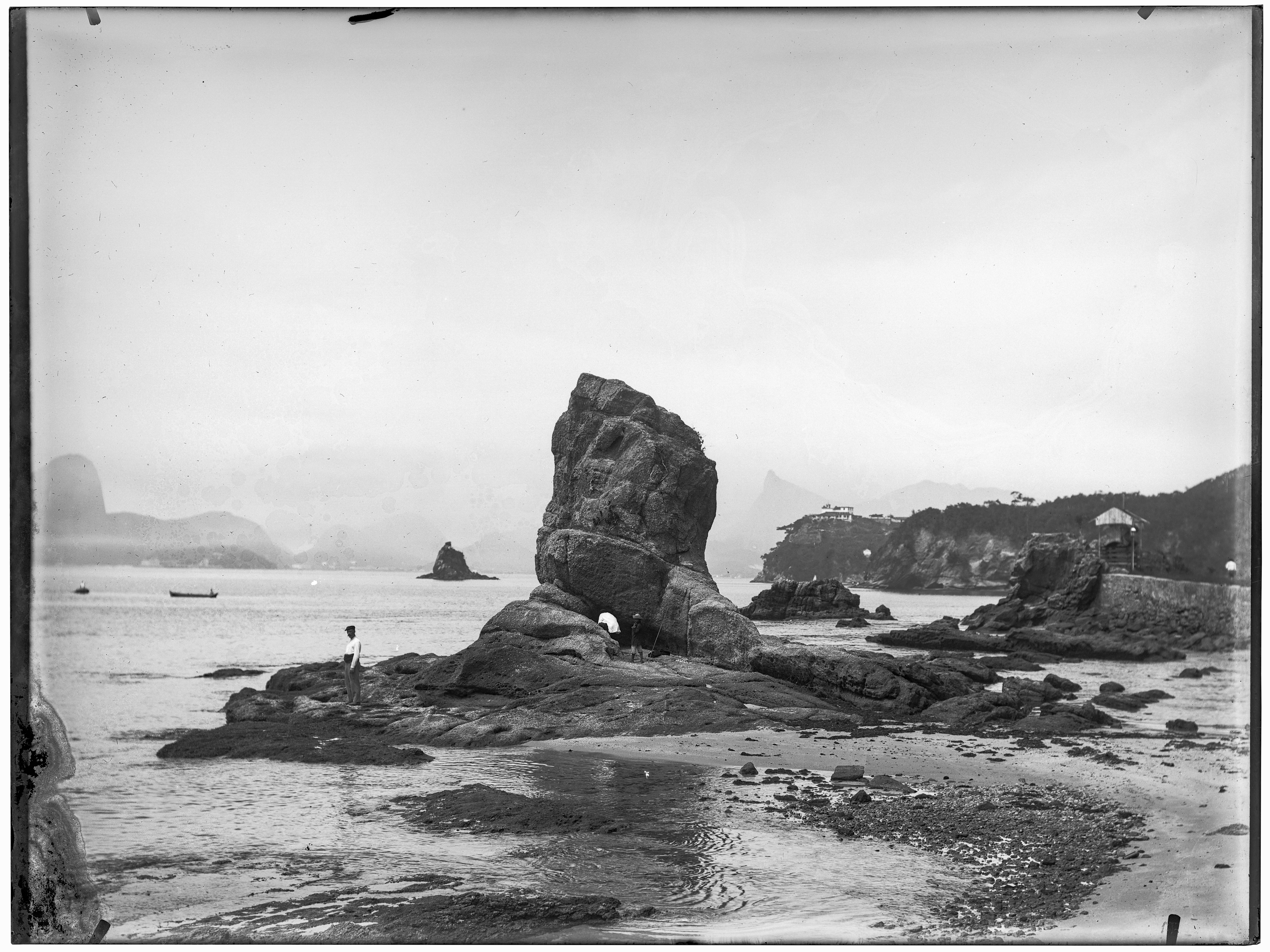
Pedra de Itapuca, um 1885
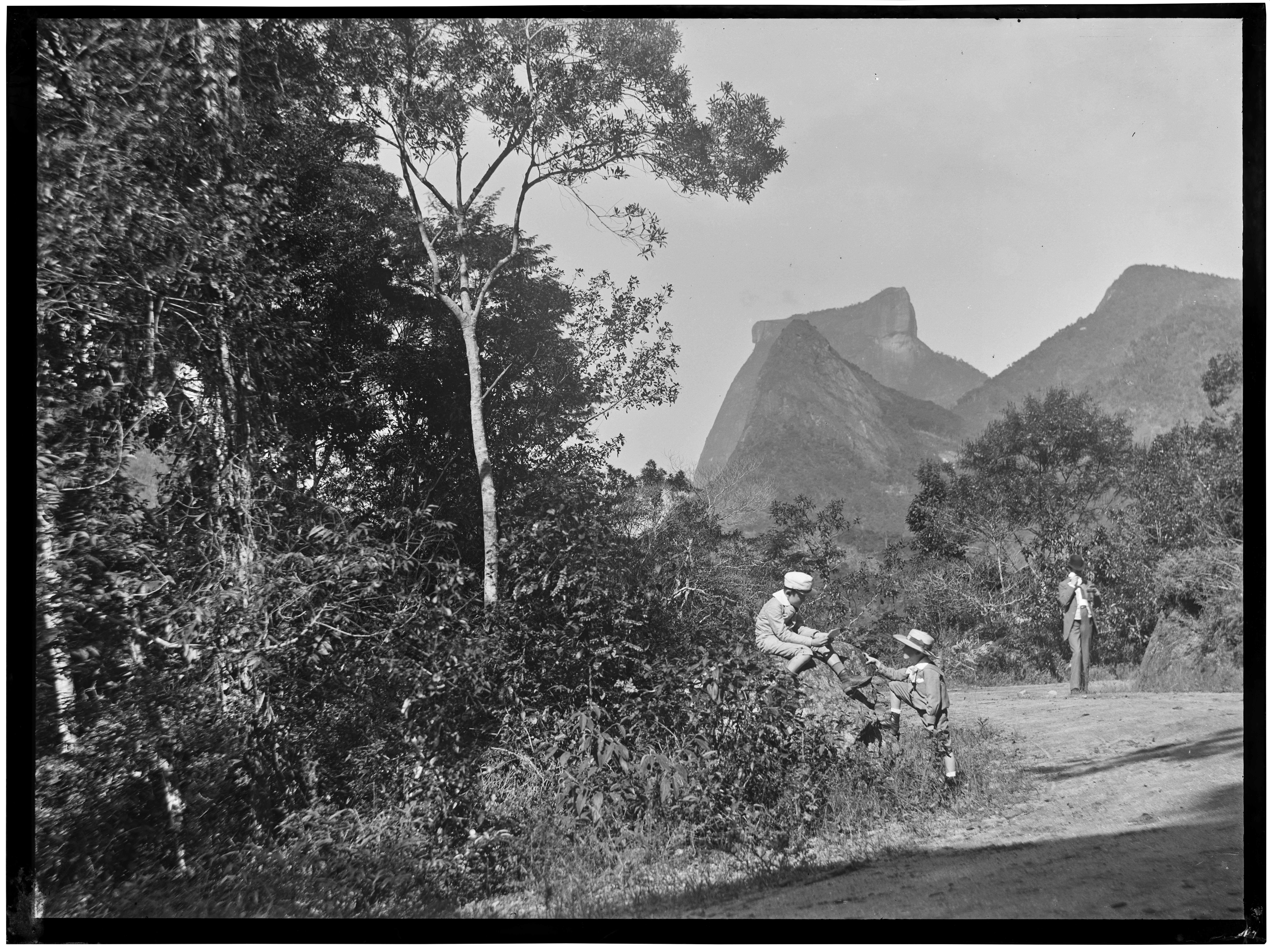
Pedra da Gávea, um 1885
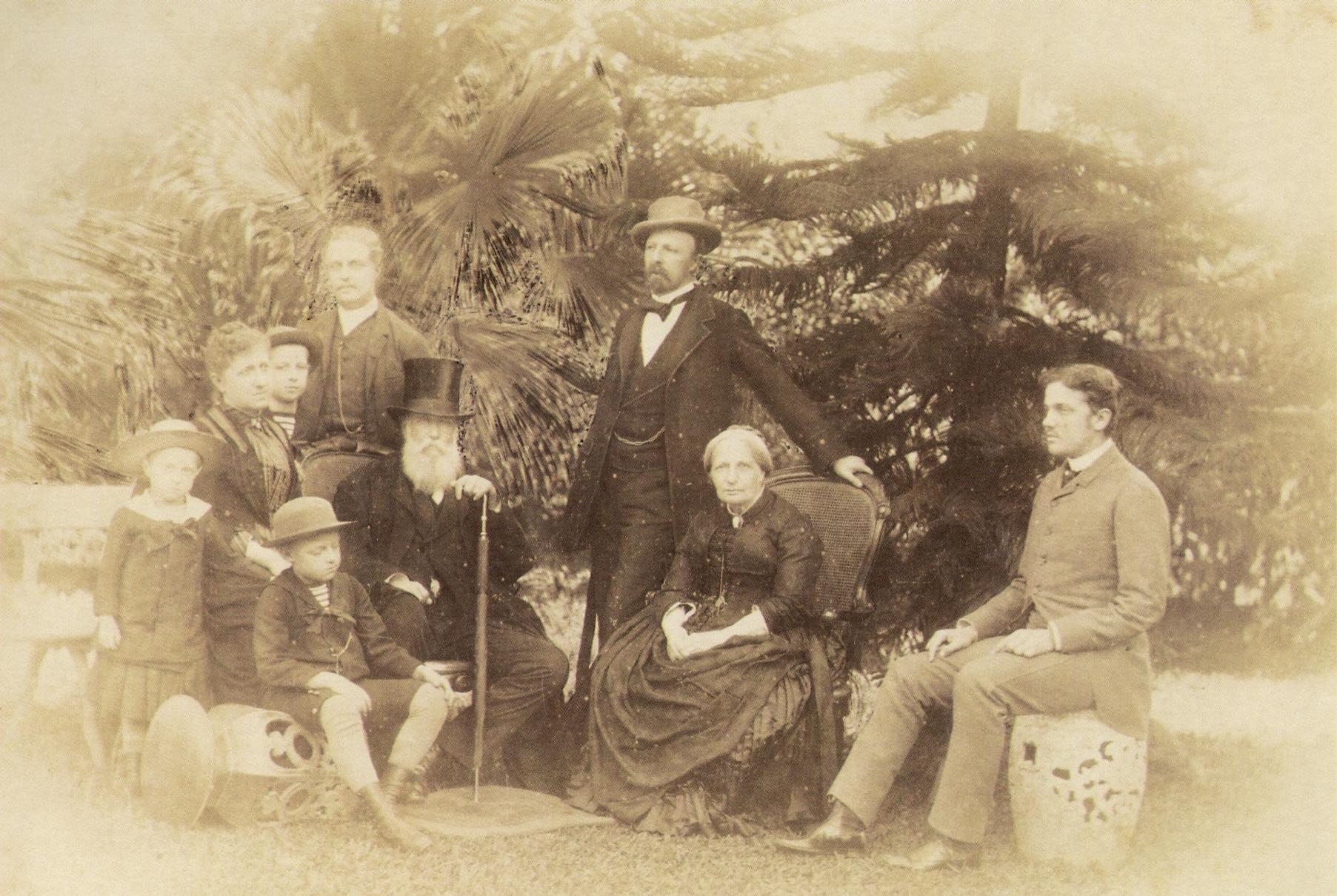
Kaiserliche Familie, 1887
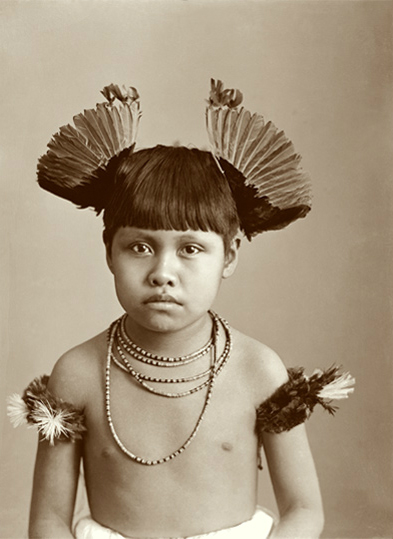
Indianerjunge aus dem Mato Grosso, 1896
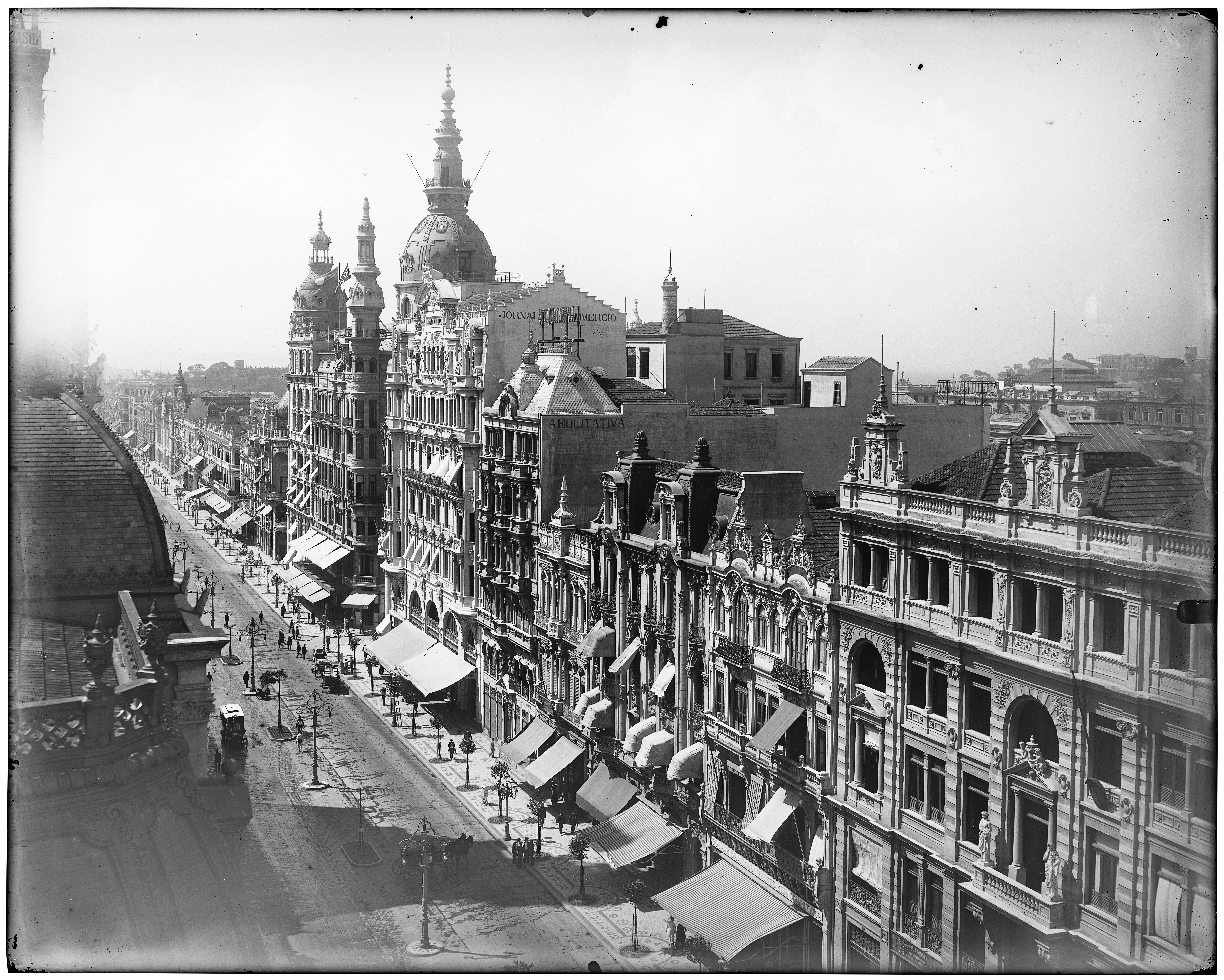
Avenida Central, um 1910
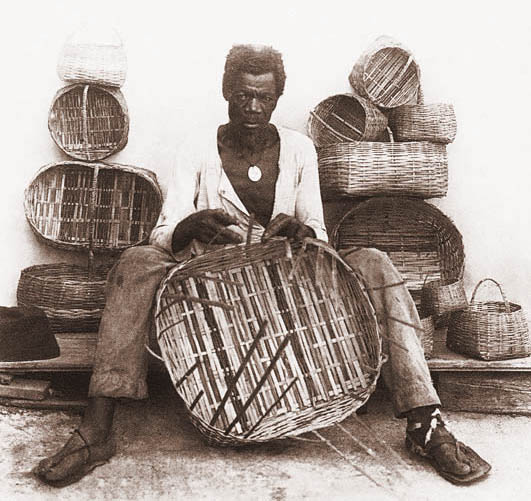
Korbmacher